# 玉海
《玉海》是中國南宋王應麟編写的一部類書，有204卷。

## 內容主旨
《玉海》书名取自“粹焉如玉，浩乎似海”之意。本书分天文、律宪、地理、帝系、圣制、艺文、诏令、礼仪、车服、器用、郊祀、音乐、学校、选举、官制、兵制、朝贡、宫室、食货、兵捷、祥瑞等二十一部。部下又分二百四十余子目。為其準備博學宏詞考試時所整理的，前後積三十年的辛勞纂綴，“宋一代之掌故，率本諸實錄、國史、日曆，尤多後來史志所未詳。”尤以〈藝文部〉二十九卷最佳，卷末附《辞学指南》四卷，庆元本以来，還附有《汉书艺文志考证》、《通鉴地理通释》、《践阼篇集解》、《急就篇补注》、《王会篇补注》、《汉制考》、《小学绀珠》等十三篇。該書對宋代史事大多采用“實錄”和“國史日曆”，有較高的史料價值。
王应麟去世后，其遗稿成为家族争抢的对象。至顺四年（1333），王应麟生前好友牟巘之子牟应复任浙东元帅府都事，他力请王应麟之孙王厚孙刊行此书，并全力协助王厚孙寻访残卷。後來，牟应复调任，此事因此搁置。至元三年（1337），浙东宣慰使司都元帅乜乞里不花走马上任，资金筹措到位，此书在次年开雕。至元六年（1340年），該書得以付刻。至正九年（1349年）庆元路总管阿殷图发现新版《玉海》有遗误存在，至正十一年（1351年）再命王厚孙及学正王介重加校对，查出漏误6萬餘字，再行修补後付刻於世。朱彝尊《经义考》大量取材自《玉海》，即所谓的“王应麟曰”。由於《玉海》卷帙浩繁，明人刘鸿训节录其要语，撰成《玉海纂》二十二卷，惟全删其《词学指南》一类。